# Под водой
«Под водой» (англ. Underwater) — американский научно-фантастический триллер режиссёра Уильяма Юбэнка, мировая премьера которого состоялась 9 января 2020 года. В главной роли: Кристен Стюарт. В США фильм вышел 10 января, а в России — 23 января 2020 года.

## Сюжет
Буровая станция «Кеплер-822», построенная корпорацией «Тиан-Индастриз» (англ. Tian Industries) на дне Марианской впадины, подвергается разрушению из-за мощного землетрясения. Инженеру-механику Норе Прайс и её коллегам — Родриго Нагенде и Полу Эйблу — удаётся добраться до дока со спасательными капсулами, где они находят капитана Люсьена. Увы, все спасательные капсулы уже запущены. Выжившие добираются до центра управления, где встречаются с биологом Эмили Хаверш и инженером Лиамом Смитом, которые безуспешно пытаются установить контакт с поверхностью. Люсьен предлагает использовать скафандры, чтобы по дну добраться до станции бурения «Робак-641», а оттуда — на поверхность.
Когда они спускаются в грузовом лифте, шлем Родриго  имплодирует под очень высоким давлением воды на этой глубине. Прибыв вниз, группа видит аварийный сигнал от одной из спасательных капсул, и Лиам с Полом выходят наружу, чтобы осмотреть её. Они обнаруживают, что капсула опутана непонятными водорослями, а рядом с ней находят труп, из которого вдруг выпрыгивает какое-то существо и нападает на них. Лиам убивает его и приносит обратно. Эмили исследует инородное тело и определяет, что оно, вероятно, принадлежит к какому-то неизвестному виду. Она выдвигает теорию, что существо могло пребывать в спячке, но бурение скважины могло запустить соответствующие процессы пробуждения.
Впятером они пробираются к станции «Робак», но по пути туда «Кеплер» взрывается и почти погребает их под обломками. Лиам ранен, но Нора и Люсьен спасают его. Им удается пройти через туннель доступа к промежуточной станции, где они могут зарядить и очистить свои костюмы. По пути через туннель доступа Пол подвергается нападению неизвестного существа и погибает. Перед тем, как покинуть туннель доступа, команда обнаруживает, что кислородная капсула Лиама повреждена и он скоро задохнется токсичными парами. Не желая бросать его, Нора, Люсьен и Эмили решают тащить его с собой.
Вскоре их атакует какое-то гуманоидное существо и тащит Лиама в пещеру. Люсьену удается вытащить Лиама, но сам он подвергается нападению существа, которое тянет его вверх к поверхности. Нора успевает схватиться за трос от скафандра Люсьена, но тот жертвует собой, отцепив трос, чтобы Нора не пострадала от растущего перепада давления.
Нора приземляется на заброшенной станции «Шеппард» и пытается установить контакт со Лиамом и Эмили, но безрезультатно. Надев новый скафандр, ей удаётся найти Эмили, которая в одиночку тащит Лиама. Добравшись до станции «Робак», они обнаруживают, что в главном проходе под потолком устроено гнездо тех самых существ. Нора пытается прокрасться мимо них, но, из-за сигнальных звуков в костюме Эмили, одно из этих существ пробуждается и атакует Нору. Будучи частично проглоченной этим существом, она убивает его и освобождается.
Они пробираются внутрь и, сняв скафандры, замечают, что главный бур искорёжен всмятку, хотя он гигантских размеров. Внезапно, из скважины появляется существо-исполин, внешне напоминающее Ктулху Лавкрафта, и начинает громить «Робак», из-за чего троица оказывается отрезана от большинства отсеков с капсулами. В итоге, им удаётся добраться до одного отсека, но в нём находятся всего две капсулы в рабочем состоянии. Нора уговаривает Эмили и Лиама спасаться, а сама остаётся на «Робаке». Внезапно она видит, как мелкие существа следуют за капсулами. Понимая, что ей всё равно не выжить, Нора увеличивает мощность ядерного реактора станции выше допустимого предела, чтобы он взорвался, убив всех существ и исполина.
В финале демонстрируются газетные сообщения, показывающие, что Лиам и Эмили благополучно добрались до поверхности, и попытки «Тянь-Индастриз» засекретить все их показания и все данные по этому случаю. В последние заметке сообщается, что «Тянь-Индастриз» намерена расширить свою буровую деятельность.

## В ролях
| Актёр             | Роль            |
| ----------------- | --------------- |
| Кристен Стюарт    | Нора            |
| Венсан Кассель    | капитан Люсьен  |
| Ти Джей Миллер    | Пол             |
| Джессика Хенвик   | Эмили           |
| Джон Галлахер мл. | Лиам            |
| Мамуду Ати        | Родриго Нагенда |
| Ганнер Райт       | Ли Миллер       |

## Производство
22 февраля 2017 года было объявлено, что Кристен Стюарт сыграет главную роль в фильме «Под водой», который будет снят Уильямом Юбэнком по сценарию Брайана Даффилда и Адама Козада. Производство началось уже в следующем месяце. 7 марта 2017 г. Т.Дж. Миллер и Джессика Хенвик присоединились к актерскому составу, и основное производство должно было начаться позже в том же месяце в городе Новый Орлеан.
5 апреля 2017 года, во время производства, к актерскому составу присоединились Венсан Кассель и Мамуду Ати, а на следующий день также был добавлен Джон Галлахер-младший. В мае 2017 года, после окончания съемок фильма, выяснилось, что Ганнер Райт также присоединился к актерскому составу. В финале съемок режиссер Уильям Юбэн решил создать существо на основе мифов Лавкрафта, добавив Ктулху в образе монстра.
Марко Белтрами и Брэндон Робертс написали музыку к фильму. Fox Music & Hollywood Records выпустили саундтрек.
«Под водой» вышел в прокат в США 10 января 2020 и в кинотеатрах Великобритании 7 февраля 2020.

## Сборы
Общие кассовые сборы фильма составляют 17,3 млн $ в США и Канаде и 23,7 млн $ на других территориях, на общую сумму 41 млн $ по всему миру.
В Соединенных Штатах и Канаде «Под водой» был выпущен вместе с «Как босс» и «Просто помиловать». По прогнозам, в первые выходные он принес около 8 млн $. В первый день фильм собрал 2,7 млн $, в том числе 500 тыс долларов на предварительных просмотрах в четверг вечером. Он дебютировал с 7 млн $, заняв 7 место в прокате. Во второй уик-энд фильм упал на 48% до 3,6 млн $ (и 4,8 млн $ за четырехдневный праздник Мартина Лютера Кинга-младшего), заняв 11 место.

## Критика
На Rotten Tomatoes фильм имеет рейтинг одобрения 47% на основе 218 обзоров со средней оценкой 5,3/10. Критический консенсус сайта гласит: «Сильного актёрского состава и визуального стиля режиссёра «Под водой» недостаточно для того, чтобы отвлечь от стойкого чувства дежавю эдакого клаустрофобного триллера, что вызывает посредственный сюжет». На Metacritic фильм получил средний балл 48 из 100 на основе 37 критиков, что указывает на «смешанные или средние отзывы». Аудитория сайта CinemaScore поставила фильму среднюю оценку «C» по шкале от A + до F, а PostTrak сообщили, что он получил в среднем 2 звезды из 5, при этом 35% людей заявили, что определённо рекомендуют фильм.
Джон ДеФор из The Hollywood Reporter написал: «Эти черты существ, кровавые сцены, скримеры, дизайн отвратительных чудищ — причина, по которой вы здесь. Актерская игра под руководством Кристен Стюарт привносит вызывающую доверие атмосферу товарищества, но не совсем соответствует яркой химии «Чужой» и его лучших продолжений; с такой плотно упакованной историей о выживании впереди немногие зрители будут ожидать дальнейшего развития персонажей».
Оуэн Глейберман из Variety писал: «Под водой — это ошеломляющее развлечение, в котором каждое клаустрофобное пространство и апокалиптический грохот воды воспринимается как приятный визуальный импульс, но всё это построено на драматической пустоте. В нём скучные звуковые эффекты».